# Belgrade Open
|  | No s'ha de confondre amb Serbia Open. |

El torneig de Belgrad, conegut oficialment com a Belgrade Open, és una competició tennística professional que es disputa sobre pista dura interior al Beogradska Arena de Belgrad, Sèrbia. Pertany a les sèries 250 del circuit ATP masculí.
El torneig es va celebrar puntualment l'any 2021 per la cancel·lació de diversos torneigs i l'ajornament d'una setmana de la disputa del Roland Garros a causa de la pandèmia de COVID-19. Va tornar al circuit l'any 2024 per problemes en la gestió del torneig de Gijón.

## Palmarès

### Individual masculí
| Any  | Campió           | Finalista        | Resultat    |
| ---- | ---------------- | ---------------- | ----------- |
| 2024 | Denis Shapovalov | Hamad Medjedovic | 6−4, 6−4    |
| 2023 | No celebrat      | No celebrat      | No celebrat |
| 2022 | No celebrat      | No celebrat      | No celebrat |
| 2021 | Novak Đoković    | Alex Molčan      | 6−4, 6−3    |

### Dobles masculins
| Any  | Campió                            | Finalista                    | Resultat            |
| ---- | --------------------------------- | ---------------------------- | ------------------- |
| 2024 | Jamie Murray John Peers           | Ivan Dodig Skander Mansouri  | 3−6, 7−6(5), [11−9] |
| 2023 | No celebrat                       | No celebrat                  | No celebrat         |
| 2022 | No celebrat                       | No celebrat                  | No celebrat         |
| 2021 | Jonathan Erlich Andrei Vasilevski | André Göransson Rafael Matos | 6−4, 6−1            |